# 第三地道
第三地道（也稱作第三侵略隧道或第三隧道）是位於韓國京畿道坡州市的一處隧道，這是已知四條位於北韓與南韓邊界：即南北韓非軍事區下方的隧道之一，延伸至板門店以南。於1978年發現以來，該設施已成為當地的旅遊景點。

## 歷史

北韓入侵隧道的標示地圖。

該未完工隧道位於距首爾僅44公里（27英里）處，1978年10月17日，該在板門店邊境處被發現。不同於前兩次韓國軍方發現的隧道，第三條隧道是根據1974年9月5日，一位逃往韓國的朝鮮脫北者金富成自行提供的隧道施工情報，從1975年開始在文山地區進行鑽探作業後，於1978年10月時，在距離板門店4公里、軍事分界線南側435米處找到。
隧道發現地點位於距離板門店共同警備區支持軍事停戰委員會的聯合國前進基地約2公里處，並位於臨津閣西北約4公里的地方。第3隧道自北韓境內的入口開始，穿越平均深度約73公尺（240英尺）的岩層；，向南延伸約1,635公尺。第3隧道的大小為寬2公尺（約6.6英尺），結構與第2隧道相同，均為拱形設計，戰術能力足以讓攜帶火炮等重武器的3萬名士兵在1小時內通過。
在發現第三條隧道後，联合国军首次大幅指責朝鮮威脅韓國的國土安全，且嚴重違反自1953年朝鮮戰爭結束時簽署的停戰協定。他們認為北韓想要透過「隧道」攻擊韓國，並認為這是北韓侵略行為的一部分。南韓稱其為「侵略隧道」，認為這是北韓的侵略行為。
起初，北韓否認他們挖掘隧道是為入侵韓國，然而牆上損壞的詭雷和異常的水渠方向都使朝鮮的說法令人無法信服。之後調查團聲稱北韓所說的煤礦挖掘隧道，牆上看似黑色「煤」的樣子是撤出士兵漆上的。同時，報告也指出隧道所在地區不可能有煤炭存在。該隧道牆壁是火成岩的花崗岩，而煤則出現在完全不同形成方法的沉積岩層。

## 旅遊景點
第三地道現已成為旅遊景點，但隧道內部仍嚴格保密。遊客可以步行通過一條長而陡峭的通道進入隧道，該通道起點是一個帶有禮品店的大廳；或者可以乘坐橡膠輪胎的列車進入，列車有前後各一名駕駛員（取決於行駛方向，因隧道內只有一條軌道），並設有面向前後的三人座椅。
隧道內禁止遊客攝影。韓方用三道混凝土屏障封鎖了隧道內的三八线，遊客可以步行到第三道屏障，並通過其小窗戶觀察第二道屏障。

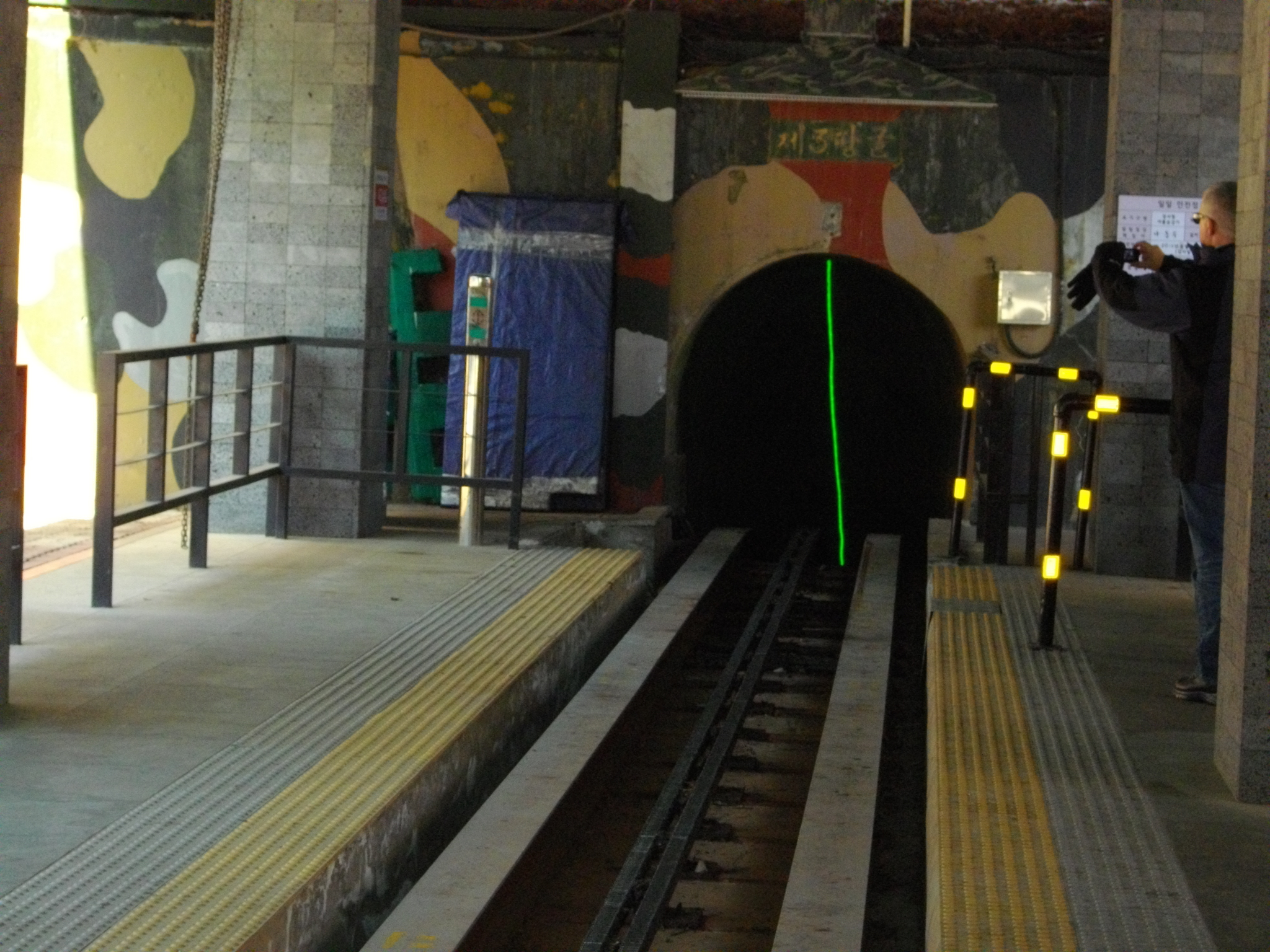
第三地道入口
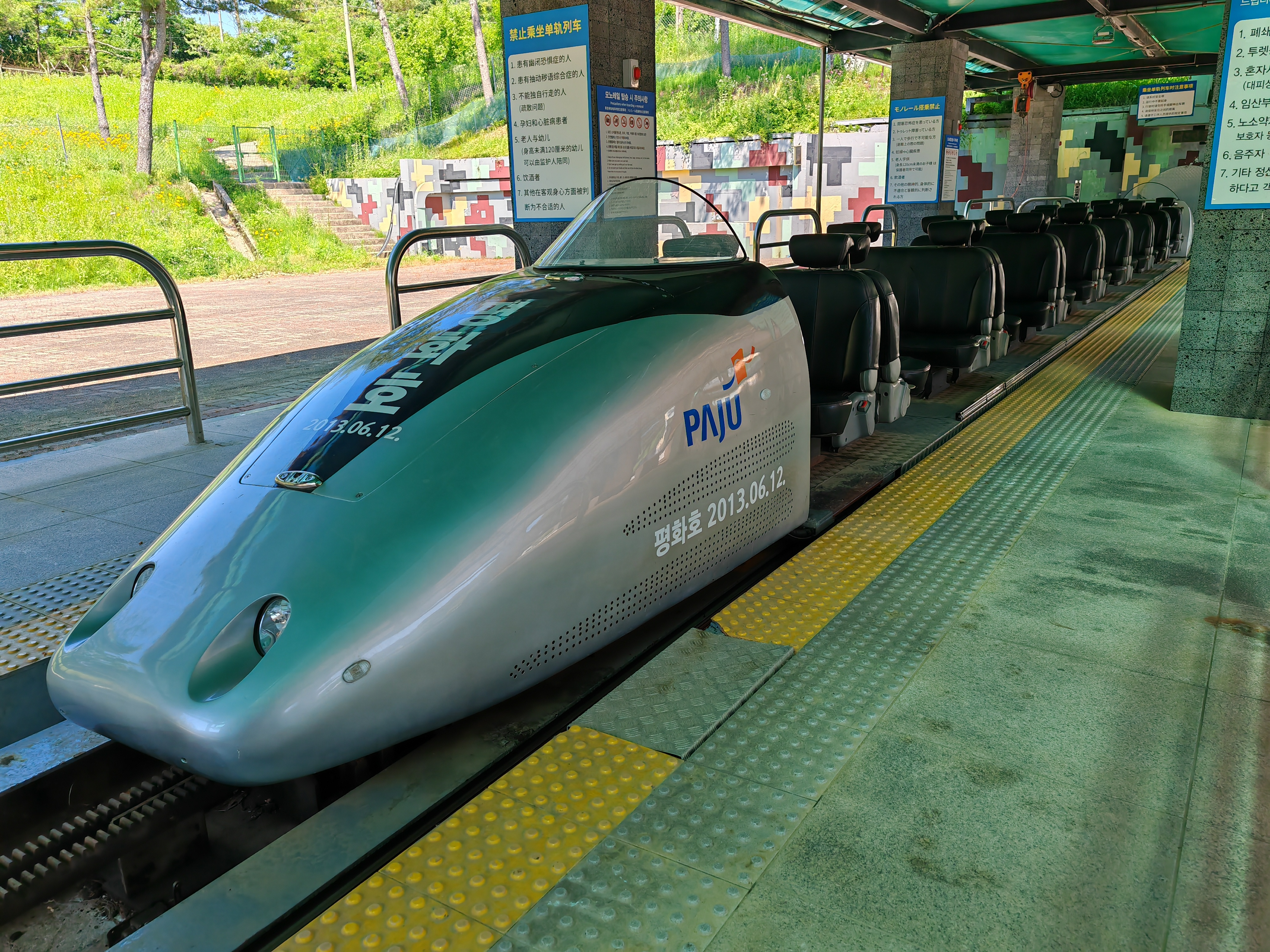
第三地道的橡膠輪胎列車
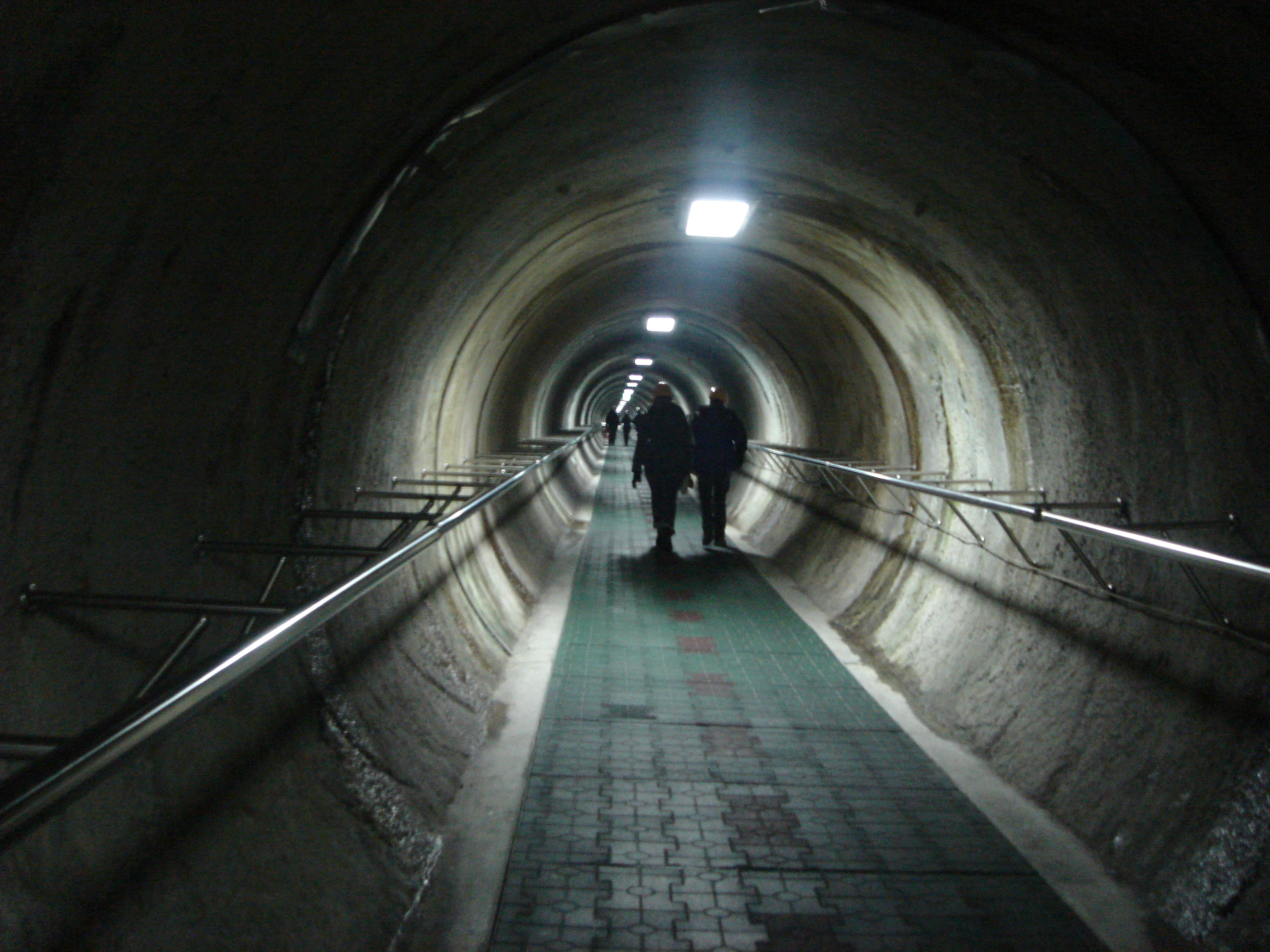
第三地道內部
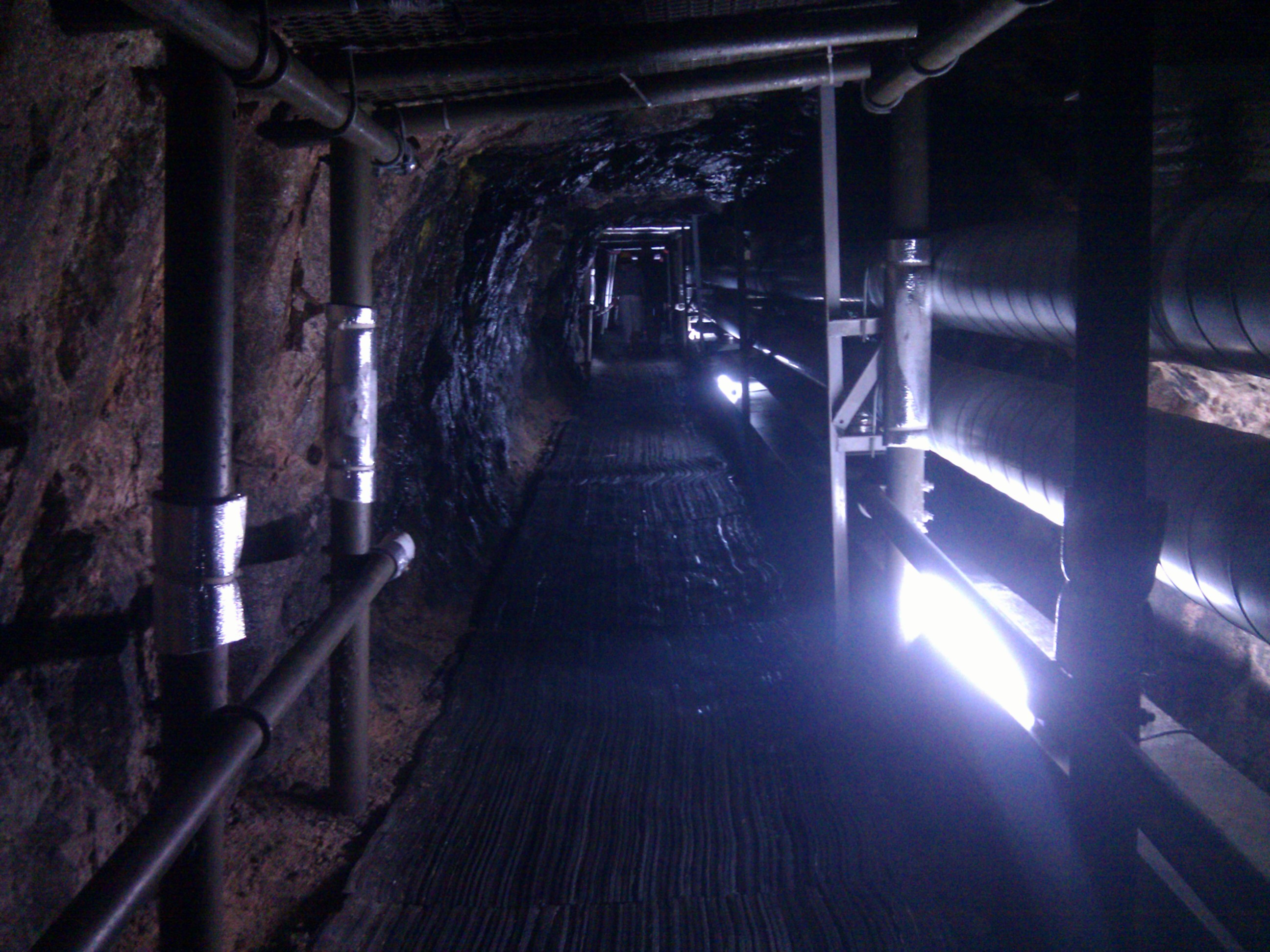
第三地道內部

## 另見
- 南北韓非軍事區
- 北韓滲透隧道（英语：Korean_Demilitarized_Zone#Incursion_tunnels）
- 朝鮮人民軍
- 北韓隧道列表（英语：List_of_tunnels_in_North_Korea）

## 外部連結
- (PDF) (报告). 韓國文化資訊院（英语：Korean Overseas Information Service）. October 1978  [2016-01-02]. （原始内容 (PDF)存档于2016-03-04）.